# Diademodontidae
De Diademodontidae zijn een familie van uitgestorven synapsiden uit de infraorde Cynodontia uit het tijdvak Trias. Fossiele resten zijn gevonden in Afrika, Zuid-Amerika, Azië en mogelijk Antarctica.
Het bekendste geslacht is Diademodon uit Zuid-Afrika. Titanogomphodon uit Namibië behoort mogelijk ook tot de Diademodontidae. De Chinese geslachten Hazhenia en Ordosiodon zijn ook tot de familie gerekend, maar zijn recentelijk geïdentificeerd als baurioïde therocephaliërs. Resten van een diademodontide werden gerapporteerd in de Fremouwformatie uit het vroege Midden-Trias van Antarctica, maar dat exemplaar werd later verwezen naar de trirachodontide Impidens.

## Indeling
De familie omvat vier geslachten:  
- Diademodon
- Hazhenia
- Ordosiodon
- Titanogomphodon